# کارل لودویگ فون بادبرگ
بارون کارل واسیلیویچ لودویگ فون بودبرگ (۹ ژوئیه ۱۷۷۵ – ۸ سپتامبر ۱۸۲۹) یک ژنرال سواره نظام امپراتوری روسیه و نجیب زاده بود که در جنگ‌های ناپلئونی شرکت کرد.

## زندگینامه
فون بودبرگ که در یک خانواده اصیل آلمانی بالتیک در استان لیوونی متولد شد، اولین بار در سن یازده سالگی به ارتش پیوست. او در لشکرکشی ایتالیا و سوئیس و تهاجم انگلیس و روسیه به هلند در سال ۱۷۹۹ شرکت کرد و تا سال ۱۸۰۱ به درجه سرهنگ دوم ارتقا یافت.
در طول جنگ ائتلاف چهارم ، فون بودبرگ در نبردهای گوتشتات-دپن ، هایلسبرگ ، فریدلند و ایلائو شرکت کرد که در آن از ناحیه بازو مجروح شد.
در سال ۱۸۱۱ او به عنوان رئیس هنگ محافظان جان اعلیحضرت کویراسیر منصوب شد و این فرماندهی را از طریق تهاجم فرانسه به روسیه و متعاقب آن جنگ ائتلاف ششم حفظ کرد، جایی که او در نبردهای متعدد از جمله بورودینو ، کولم و لایپزیگ متمایز شد. او در سال ۱۸۱۳ به درجه سرلشکر ارتقا یافت.
در سال ۱۸۱۶ فون بودبرگ فرمانده تیپ دوم لشکر ۱ کویراسیر و سپس فرمانده لشکر ۲ هوسار در سال ۱۸۲۴ شد. در سال ۱۸۲۶ به درجه سپهبد ارتقا یافت و سپس در جنگ روسیه و عثمانی در سال ۱۸۲۸ شرکت کرد و در طی آن بر اثر بیماری ناگهانی درگذشت. 

## همچنین ببینید
- فهرست فرماندهان روسی در جنگ میهنی ۱۸۱۲
- آلمانی های بالتیک